# Bruce Poliquin
Bruce Lee Poliquin, né le 1er novembre 1953 à Waterville (Maine), est un homme politique américain, représentant du Maine à la Chambre des représentants des États-Unis de 2015 à 2019.

## Biographie

### Origines et carrière professionnelle
Poliquin naît et grandit à Waterville, d'un père enseignant et d'une mère infirmière. Ses parents sont d'origine canadienne-française.
D'abord élève dans des écoles publiques, il obtient une bourse pour intégrer la Phillips Academy puis Harvard. Il travaille de 1981 à 1996 pour une société d'investissement new-yorkaise. Dans les années 1990, il revient dans le Maine et investit dans plusieurs entreprises. Depuis les années 2000, il concentre ses activités dans le secteur immobilier.

### Trésorier du Maine
En 2010, il se présente à la primaire républicaine pour le poste de gouverneur du Maine. Il n'arrive qu'en sixième position, sur sept candidats. En décembre de la même année, soutenu par le nouveau gouverneur Paul LePage, il est élu par la législature de l'État au poste de trésorier.
À ce poste, il est accusé d'avoir violé la Constitution du Maine (en), qui interdit au trésorier de l'État de s'engager dans des activités commerciales, en travaillant pour son entreprise immobilière Dirigo Holdings LLC. La Cour suprême du Maine choisit cependant de ne pas trancher l'affaire, malgré la demande en ce sens de la Chambre des représentants.
En 2012, il est également critiqué pour avoir fait inscrire en 2004 sa propriété de bord de mer à Georgetown dans le Tree Growth Tax Program, alors qu'elle ne remplit pas les critères, pour réduire ses taxes foncières. En raison de cette polémique, il transfère sa propriété au sein d'un autre programme, le Open Space Program, moins avantageux.
Les démocrates reprennent le contrôle de la législature en 2012 et Poliquin est remplacé au poste de trésorier du Maine par la démocrate Neria Douglass. Son mandat est marqué par ses positions conservatrices en matière de fiscalité et ses oppositions partisanes avec les démocrates. Ses principales actions sont la réduction de la dette future des caisses de retraite de 1,7 milliard de dollars et une politique de baisse des impôts.
Après son mandat de trésorier, il est candidat à la succession d'Olympia Snowe lors des élections sénatoriales de 2012. Lors de la primaire républicaine, il arrive en deuxième position derrière le secrétaire d'État Charlie Summers, qui est finalement battu par l'indépendant Angus King.

### Représentant du Maine
Il se présente à la Chambre des représentants des États-Unis lors des élections de 2014. Il est candidat dans le deuxième district du Maine, dont le représentant démocrate Mike Michaud se présente au poste de gouverneur. Ne vivant pas dans le district, il déménage de Georgetown vers Oakland. Il bat Kevin Raye lors des primaires républicaines, en optant pour un discours plus à droite que Raye, déjà candidat en 2002 et 2012. En novembre 2014, Poliquin est élu avec 47,1 % des voix, devançant la démocrate Emily Cain (41,8 %) et le conservateur indépendant Blaine Richardson (11 %). Il devient le premier représentant républicain du district depuis vingt ans.
Candidat à sa réélection lors des élections de 2016, il est considéré comme l'un des républicains les plus vulnérables du pays. Il a en effet été élu en pleine vague républicaine dans un district qui a voté à deux reprises pour Barack Obama. Il affronte à nouveau la démocrate Emily Cain. Alors que les candidats sont longtemps au coude-à-coude, fin septembre, un sondage donne dix points d'avance au républicain. Cette remontée de Poliquin s'explique notamment par la position de Cain en faveur du contrôle des ventes d'armes à feu ainsi que par les bons résultats de Donald Trump dans le district. Il est réélu avec environ 55 % des voix,.
Lors des élections de 2018, Poliquin affronte le démocrate Jared Golden. Il arrive en tête de l'élection générale avec un peu plus de 46 % des voix. Cependant, puisque aucun candidat n'atteint la majorité absolue des voix, le nouveau mode de scrutin du Maine (vote alternatif) est utilisé pour la première fois à l'échelle fédérale,. Après répartition des voix des candidats indépendants, Golden est élu représentant avec 50,5 % des suffrages . Poliquin, qui est le premier député de la circonscription à perdre son siège depuis plus d'un siècle, conteste le nouveau mode de scrutin en justice, sans succès.

### Vie privée
En 1992, alors qu'il est en vacances à Porto Rico, sa femme Jane et son beau-père James Carpenter meurent noyés. Poliquin doit alors élever seul son fils, Sam, âgé de seulement seize mois.

## Positions politiques
Poliquin est un républicain conservateur. Il est opposé à l'avortement, au mariage homosexuel et au contrôle des armes à feu.
Soutenu par la Chambre de commerce des États-Unis, il milite pour des baisses d'impôts pour les particuliers et les entreprises. Bien qu'opposé au Patient Protection and Affordable Care Act, il est cependant l'un des trois républicains à voter contre sa suppression en février 2015, invoquant l'absence d'alternative viable.